# Transformers (serie cinematográfica)
Transformers es una serie de películas de acción y ciencia ficción estadounidense dirigidas por Michael Bay, y basada en los juguetes creados por Hasbro y Tomy.
La primera película, Transformers, se estrenó en 2007; la segunda, La venganza de los caídos, en 2009; la tercera, El lado oscuro de la luna, en 2011; la cuarta, La era de la extinción, en 2014; y la quinta, El último caballero, en 2017. También hubo una película alterna, titulada Bumblebee, estrenada en 2018 y su secuela Transformers: el despertar de las bestias (2023) una precuela animada "Transformers Uno" se estrenó en 2024, a pesar de ser completamente animada fue un fracaso en taquilla recaudando muy apenas 129,4 millones de dólares 
La franquicia es producida y distribuida por Paramount Pictures, siendo la franquicia de cine más importante para la productora, logrando una taquilla combinada de más de 7 mil millones de dólares de recaudación por las 8 películas.

## Serie cinematográfica

### Transformers(2007)
Transformers es la primera película de la serie. En Transformers, Sam Witwicky (Shia LaBeouf) descubre que su nuevo auto, con el cual pretendía impresionar a Mikaela Banes (Megan Fox), es en realidad Bumblebee (Mark Ryan), un robot alienígena del planeta conocido como Cybertron. Después de ser atacado por Barricade (Jess Harnell), Bumblebee pidió ayuda a cuatro Autobots, entre ellos el líder Optimus Prime (Peter Cullen), Ironhide (Jess Harnell), Ratchet (Robert Foxworth) y Jazz (Darius McCrary), quienes después de la destrucción de su planeta, su fuente de vida, un cubo legendario llamado la Chispa Suprema, se estrelló en la Tierra millones de años atrás. Sin embargo, los Decepticons y su malvado líder Megatron (Hugo Weaving) planean usar el poder de la Chispa Suprema para convertir a la tecnología humana en un nuevo ejército de Decepticons, y apoderarse del universo. En un acuerdo, los Autobots deciden destruir la Chispa Suprema para salvar la Tierra y a la humanidad. Después de que Sam encuentra los anteojos de su bisabuelo, Archibald Witwicky (William Morgan Sheppard), con las coordenadas de la ubicación de la Chispa Suprema, Sam, Mikaela y Bumblebee son capturados por el Sector 7 y llevados a la Presa Hoover. Allí, encuentran el cubo, que puede convertir cualquier cosa en Transformers, mientras que Frenzy (Reno Wilson) lo encuentra también y llama a los Decepticons para movilizarse. Después de que los Autobots obtienen el cubo, se lleva a cabo una batalla en Los Ángeles entre Autobots y Decepticons, donde Frenzy, Jazz, Bonecrusher, Brawl y Blackout pierden sus vidas, mientras Optimus combate con Megatron. Después de herir a Megatron, Sam lo mata liberando el poder de la Chispa Suprema en el pecho del Decepticon, destruyendo la Chispa misma. Sabiendo que (con la destrucción de su fuente de vida) Cybertron ya no puede ser traída de vuelta, los Autobots aceptan la Tierra como su nuevo hogar, y Sam y Mikaela inician una relación. En una escena poscréditos, Starscream (Charlie Adler) es visto volando al espacio, sugiriendo que la batalla no ha terminado. La película se estrenó el 3 de julio de 2007.

### Transformers 2: La venganza de los caídos(2009)
Transformers: La venganza de los caídos es la segunda película de la serie. Dos años después de los eventos de Transformers, el grupo de Autobots: Optimus Prime, Bumblebee, Ironhide y Ratchet ahora mayor (conformado por los recién llegados Jolt, Sideswipe, las hermanas trillizas Arcee, Chromia y Elita-One y los gemelos Skids y Mudflap) se alía con los ejércitos estadounidense y británico entre ellos Lennox y Epps para formar una unidad conocida como NEST que captura a los Decepticons que quedan en la Tierra. Sin embargo, Megatron es revivido por los Constructicons bajo el comando de Soundwave (Frank Welker). Sam pretende ir a la universidad y tener una vida normal, pero Megatron intenta obtener unos símbolos, implantados en el cerebro de Sam por la Chispa Suprema, para su amo, Fallen (Tony Todd). Sam queda muy perturbado con las repetidas visiones de los símbolos en su cabeza, aunque las cosas se ponen peor cuando un gran ejército de Decepticons llega a la Tierra. Luego, en una batalla para proteger a Sam, Optimus Prime es asesinado por Megatron. Después de su muerte, Sam, Mikaela, Bumblebee, Skids (Tom Kenny) y Mudflap (Reno Wilson) unen fuerzas con Seymour Simmons (John Turturro), Leo Spits (Ramón Rodríguez) y con Wheelie, un ex-Decepticon para averiguar qué planean los Decepticons. Ellos conocen al antiguo Transformer Jetfire (Mark Ryan), y se enteran de que los símbolos le darían a los Decepticons la información para llegar a la Matriz de Liderazgo escondida en una pirámide egipcia por siglos, la cual, al insertarse en una máquina alienígena, le dará a los Decepticons el poder para destruir el Sol terrestre. Con la ayuda de Jetfire, Sam y los Autobots van por la Matriz de Liderazgo, y Sam y Mikaela se abren camino a través de la batalla de Egipto —donde, Ravage (Frank Welker), Rampage (Kevin Michael Richardson), Arcee, Chromia, Elita-One (Grey DeLisle), Mixmaster, Scorponok, Devastator (Frank Welker) Long Haul, Scrapper y muchos Drones Decepticons pierden sus vidas— hasta las fuerzas de NEST, pero Megatron le dispara a Sam, matandolo aparentemente. Sam ve una visión de los Prime que le informan que su destino siempre fue encontrar la Matriz. Sam regresa a la vida y usa el poder de la Matriz para revivir a Optimus. Sin embargo, Fallen logra poner sus manos sobre ella, y activa la máquina. Jetfire se sacrifica para que Optimus pueda usar sus partes y obtener nuevos poderes. Son usadas como jetpack y armadura de batalla transferidas por Jolt y Ratchet, lo que Optimus usa para matar a Fallen y herir de gravedad a Megatron, quien escapa con Starscream, sugiriendo que la batalla aún no ha terminado. Finalmente, Sam regresa a la universidad. La película se estrenó el 24 de junio de 2009.

### Transformers 3: El lado oscuro de la luna(2011)
Transformers: El lado oscuro de la luna es la tercera película de la serie. Tres años después de los eventos de la venganza de los caídos, cuando la guerra de Cybertron entre Autobots y Decepticos parece perdida para los Autobots, su líder, Sentinel Prime (Leonard Nimoy), intenta lanzar el Arca, una nave Autobot de su planeta, con la tecnología que podría haber salvado a su raza. Sin embargo, se estrella en la Luna terrestre en 1961, incitando al presidente John F. Kennedy a hacer su famosa promesa a los Estados Unidos de poner a un hombre en la Luna. El alunizaje del Apolo 11 en 1969 era en realidad una investigación de la nave espacial. Mientras Sam Witwicky entra en la adultez con su nueva novia Carly Spencer (Rosie Huntington-Whiteley) ya que Mikaela lo dejó y los autobots Wheelie y Brains, los Autobots se enteran del Arca y de Sentinel Prime. Así, Sentinel es traído de vuelta a la Tierra, y revivido usando la Matriz de Liderazgo. Optimus Prime convence al liderazgo estadounidense de que deben proteger a Sentinel Prime, y sus "pilares", los que pueden ayudar a transportar materia a través del tiempo y espacio. Sam junto a Simmons descubre lo que los Decepticons traman y Bumblebee, Sideswipe y Dino/Mirage escoltan a Sentinel de regreso a la base pero son atacados por los Decepticons pero Bumblebee y Mirage matan a uno y Ironhide y Sideswipe a los otros dos. Más tarde, Sentinel traiciona a los Autobots al aliarse a los Decepticons, matando a Ironhide en el proceso, y revela haber pactado con los Decepticons traer a Cybertron de vuelta. Los líderes estadounidenses deciden enviar a los Autobots a otro planeta, queriendo evitar la guerra y aceptar la petición forzada de Sentinel y los Decepticons. Pero cuando los Autobots se van, los Decepticons tiran abajo su nave, creyendo que han matado a todos los Autobots a bordo de ella. Sin los Autobots, Sentinel activa los pilares, y Chicago es apoderada por los Decepticons y su malvado aliado humano, Dylan Gould (Patrick Dempsey). Así comienza la reproducción de Cybertron, al costo de la Tierra, sus recursos y la humanidad. Pero más tarde se revela que los Autobots fingieron su muerte, y surge una batalla entre Autobots y Decepticons en Chicago, para una batalla final donde Sentinel, Megatron, Starscream, Soundwave, Laserbeak (Keith Szarabajka), Barricade, Shockwave (Frank Welker), Que (George Coe) y Dylan pierden sus vidas y Wheelie y Brains caen de una nave, y Cybertron es destruida y Carly y Sam se reúnen mientras los Autobots restantes Bumblebee, Ratchet, Sideswipe, Dino/Mirage, Leadfoot, Roadbuster y Topspin juran nunca renunciar a él. La película se estrenó el 29 de junio de 2011 en 3D e IMAX 3D.

### Transformers 4: La era de la extinción(2014)
Transformers: La era de la extinción es la cuarta película de la serie. Sirve como un ligero reboot de la franquicia, estableciendo nuevos elementos argumentales. Tres años después de la destructiva batalla en Chicago de el lado oscuro de la luna, la raza humana ya no confía en los Autobots. Bajo el orden del despiadado oficial del gobierno Harold Attinger (Kelsey Grammer), los agentes encubiertos llamados Cemetery Wind tienen la tarea de exterminar a todos los Decepticons pero en realidad cazan a los Autobots en secreto todos lo Decepticons fueron eliminados en la batalla de Chicago y se han aliado con el cazarrecompensas cybertroniano Lockdown (Mark Ryan), trabajando para los Creadores de los Transformers para capturarlos a todos. A Attinger se le promete una "semilla" (un dispositivo capaz de transformar cualquier cosa en cybermateria o "transformium") para ayudarlo, si ayuda a Lockdown a capturar a Optimus con vida. Tres años después, Chicago es reconstruida y Attinger muestra tarjetas de Autobots y Decepticons muertos entre ellos Ironhide, Arcee, Que, Sentinel Prime, Starscream, Shockwave y Loader. Ratchet y Leadfoot —y posiblemente Sideswipe, Mirage, Roadbuster y Topspin también— han sido exterminados por Lockdown y Cementery Wind. Pero un mecánico, Cade Yeager (Mark Wahlberg) y su amigo Lucas Flannery, adquieren una camioneta oxidada con la intención de vender sus partes por dinero, y así ayudar a su hija Tessa (Nicola Peltz) a pagar la universidad. Después de examinar el camión, se revela que este es un Optimus Prime ahora muy dañado, y Cade decide ayudar a repararlo en vez de reportarlo. Sin embargo, tanto Cade como Tessa llevan al gobierno y a Lockdown sobre ellos y Lucas es asesinado por una granada de Lockdown. Como resultado, los Yeager y el novio de Tessa, Shane (Jack Reynor), son forzados a aliarse con los Autobots —Optimus, Bumblebee, Hound (John Goodman), Drift (Ken Watanabe) y Crosshairs (John DiMaggio)— para destruir a Lockdown y la operación de Attinger para devolverle la libertad a los humanos y vengar a su camaradas caídos. Mientras tanto, la compañía KSI posee la cabeza cortada de Ratchet y está construyendo sus propios Transformers con transformium de los cuerpos de los Transformers caídos, entre ellos Megatron y Sentinel. Stinger es un prototipo creado por KSI inspirado en Bumblebee, mantienen encarcelado a Brains para decodificar cerebros muertos de Transformers, y su director ejecutivo Joshua Joyce (Stanley Tucci) está trabajando con Attinger para usar la semilla como parte de un doble acuerdo para hacerse rico y crear un ejército de Transformers controlables para uso del gobierno. Los Autobots irrumpen en KSI, destruyen el laboratorio y rescatan a Brains y Joshua los detiene y les dice que ya no los necesitan. Attinger obliga a Joshua a lanzar a Galvatron y Stinger a los Autobots y Lockdown aparece y captura a Optimus y a Tessa. Cade, Shane, Bumblebee, Hound, Drift y Crosshairs se infiltran en la nave. Lockdown le da la Semilla a James Savoy aliado de Attinger y Cade y Shane rescatan a Tessa y escapan con Bumblebee y Crosshairs y Optimus escapa con Hound y Drift. Sin embargo, Brains revela que el prototipo de KSI Galvatron (Frank Welker) está poseído por la mente aún viviente de Megatron, que adopta el nombre para sí mismo, y se hace aún más poderoso. Él trama esperar hasta que Joshua tenga la semilla, poseer a los otros cincuenta drones, tomarla y usarla para hacer suficiente transformium para construir un nuevo ejército y exterminar a la humanidad, tornando a Joshua contra Attinger, y aliándose con Cade. Finalmente, los Autobots persiguen a sus enemigos hasta Hong Kong donde combaten al ejército de Galvatron (conformado por Stinger, tres Two-Head similares a Shockwave, tres robots Junkeap, varios Capitanes KSI inspirados en Barricade y muchos Traxes similares a Roadbuster) y Cade mata a Savoy y los Autobots se alían con los Caballeros Legendarios —Grimlock domado por Optimus, Strafe domado por Bumblebee, Slug domado por Drift y Scorn domado por Crosshairs— para destruir a todo el ejército de Galvatron, mientras los Yeager, Shane y Joshua se enfrentan con Attinger al tratar de proteger la semilla de Galvatron. Finalmente, Lockdown regresa y Optimus, Bumblebee y Cade combaten con él, y Optimus mata tanto a él como a Attinger antes de terminar con los drones de KSI restantes y ganar la libertad de los Autobots y los Caballeros. Optimus, sabiendo que los Creadores aún lo quieren, abandona el planeta con la semilla para encontrarlos. Mientras tanto, Galvatron, que sobrevive a la batalla, jura que regresará para renacer. La película se estrenó el 27 de junio de 2014 en 3D e IMAX 3D.

### Transformers 5: el último caballero(2017)
El 30 de octubre de 2014, Michael Bay anunció que producirá la película en vez de dirigirla.
En diciembre de 2015, Mark Wahlberg confirmó que regresará para la secuela.
El 27 de marzo de 2015, Deadline informó que el estudio está en conversaciones con Akiva Goldsman para escribir la quinta película.
El director ejecutivo de Hasbro Brian Goldner dijo que espera una quinta película de Transformers en 2017.

### Bumblebee(2018)
Bumblebee es una película estadounidense de ciencia ficción centrado en los personajes de Transformers del mismo nombre. Es un spin-off de la serie de películas de acción en vivo Transformers, y una precuela de Transformers del 2007. La película está dirigida por Travis Knight y escrita por Christina Hodson, y está protagonizada por Hailee Steinfeld, John Cena, Jorge Lendeborg Jr., John Ortiz, Jason Drucker y Pamela Adlon, con Dylan O'Brien como la voz de Bumblebee.
La filmación comenzó el 31 de julio de 2017 y terminó el 10 de noviembre de 2017.

### Transformers 7: El despertar de las bestias(2023)
En marzo de 2019, el productor Lorenzo di Bonaventura anunció desarrollos en curso para una película de seguimiento de Bumblebee. En enero de 2020, se anunció oficialmente que se estaba desarrollando una secuela de  Bumblebee  con un guion escrito por Joby Harold, junto con una adaptación de  Transformers: Beast Wars  con un guion escrito por James Vanderbilt. En mayo de 2020, se anunció que la película estaba programada para estrenarse el 24 de junio de 2022, mientras que en noviembre, Steven Caple Jr. fue contratado para servir como director del proyecto, que sirve tanto como una secuela de "Bumblebee" y como una adaptación de "Beast Wars". En abril de 2021, Anthony Ramos fue elegido para uno de los papeles principales de la película, con Dominique Fishback en las conversaciones finales para interpretar el papel principal. El proyecto será una producción conjunta entre Hasbro, Entertainment One y Paramount Pictures.
La filmación comenzó el 7 de junio de 2021 y terminó el 20 de octubre de 2021. La película estaba originalmente programada para estrenarse el 24 de junio de 2022, pero retrasó hasta el 9 de junio de 2023.

### "Transformers Uno" (2024)
Nota: esta precuela animada tiene lugar 3 mil millones de años antes de las películas de acción real.
Hace mucho tiempo, Primus creó a los primeros trece Primes, un grupo de guerreros de élite, y se convirtió en el planeta Cybertron. Los Primes perecieron en una guerra con una especie alienígena conocida como los Quintessons, lo que provocó la pérdida del artefacto místico conocido como la Matriz del Liderazgo. Sin la Matriz, el Energon de Cybertron se ha secado, lo que obliga a los Cybertronianos a extraer depósitos en las profundidades de la superficie para sobrevivir. Mientras tanto, Sentinel Prime, el jefe de Cybertron y líder de Iacon, continúa luchando contra los Quintessons y tratando de recuperar la Matriz del Liderazgo, pero sin éxito.
En Iacon, un robot minero llamado Orion Pax entra ilegalmente en un edificio de archivos donde ve una grabación sobre la creación de Cybertron. El video se interrumpe cuando se enfrenta a un miembro de seguridad autoritario llamado Darkwing junto con su hermano. El amigo de Orion, D-16, lo rescata cuando regresan a las minas (ya que los robots que no tienen engranajes para transformarse se ven obligados a trabajar). Los materiales que extraen, Energon, reaccionan de repente de manera inestable y explotan, lo que provoca un derrumbe que atrapa a un minero llamado Jazz. A pesar de que la jefa minera Elita-1 ordena a Orion y D-16 que evacuen, se quedan para ayudar a Jazz, pero provocan accidentalmente un derrumbe. Dado que el incidente ocurrió bajo la vigilancia de Elita, es inculpada y despedida.
Sentinel Prime regresa a Iacon, informando que su expedición actual ha sido infructuosa, pero ordena a los robots que suspendan todo el trabajo de minería para la carrera Iacon 5000. Queriendo demostrar que son más que mineros, Orion y D-16 ingresan en secreto a la carrera, pero pierden a pesar de sus esfuerzos. Sin embargo, Sentinel se interesa y, en lugar de castigarlos, hace que un guardia de seguridad les dé un nuevo puesto en su torre. Desafortunadamente, el guardia enviado no fue ningún otro que Darkwing, a quien no le agrada Orion y D-16 y los envía por despecho a un área de fundición, donde se encuentran con B-127. Luego, los tres descubren un chip en la basura con un mensaje de socorro de Alpha Trion, uno de los Primes, que revela las coordenadas de su ubicación en la superficie del planeta.
Los robots deciden utilizar un tren que los lleva a la superficie de Cybertron, pero sin darse cuenta arrastran a Elita con ellos cuando se revela que ha sido reasignada a tareas de tren. Cuando un terremoto descarrila el tren, los robots se ven obligados a encontrar a Alpha Trion a pie, y Elita se une a su búsqueda a regañadientes. Finalmente, localizan a Alpha en una cueva en algún lugar del desierto justo cuando una nave de los Quintessons entra al planeta. Después de reactivarlo con Energon, Alpha les revela a la pandilla la terrible verdad: Sentinel era solamente el principal asistente de los Primes y que ellos intentaron proteger su planeta de los invasores Quintessons, pero Sentinel terminó traicionándolos y asesinándolos debido a que se sentía celoso de su fama y también para tomar la Matriz de Liderazgo para sí mismo, pero se desmoronó en polvo debido a lo corrupto que es Sentinel. Desde entonces, Sentinel ha tenido robots que no tienen engranajes que extraen Energon para dárselo a los Quintessons, quienes hicieron un trato con Sentinel a cambio de dejarlo gobernar Cybertron.
Una discusión entre Orion y D-16 desilusionados hace que Alpha explique que Sentinel les quitó los engranajes que les permiten transformarse, ya que todos los robots nacieron con engranajes. Luego, Alpha le da al equipo los engranajes de los Primes caídos para que puedan transformarse en robots. El grupo se va cuando Sentinel y sus subordinados los localizan en la cueva, mientras que Alpha se queda atrás para enfrentarse a ellos hasta ser capturado y luego asesinado por Sentinel. El equipo está dispuesto a exponer la corrupción de Sentinel usando el chip que les dio Alpha, pero D-16, todavía sintiéndose amargado, cree que él debería matar a Sentinel como castigo, solo para que Orion lo anule. La pandilla luego es secuestrada por una banda de robots clandestinos llamada la Guardia de Élite, que trabajaba para los Primes originales. Su líder, Starscream, explica que fueron testigos de la traición de Sentinel hace mucho tiempo y que han estado tratando de vengarse desde entonces mientras se esconden. Al principio se niegan a ayudar al equipo, pero D-16 vence a Starscream en una pelea y se convierte en el nuevo líder de la Guardia de Élite, y Orion se preocupa por la creciente agresión de su amigo desde que se enteró de la verdad. Sin embargo, Sentinel y sus guardias aparecen para arrestarlos a todos. Se desata una pelea, que pronto termina con Orion y Elita cayendo inconscientes mientras son enterrados bajo algunos escombros y, en el proceso, el chip se destruye mientras que D-16, Starscream y B-127 son capturados junto con la mitad de la Guardia de Élite.
Una vez que Orion recupera la conciencia y descubre lo que sucedió, está a punto de perder la esperanza antes de que Elita le diga que fue su esperanza de una vida mejor lo que lo impulsó a esta aventura. Motivados, Orion y Elita reúnen al resto de los miembros de la Guardia de Élite que no fueron capturados para exponer a Sentinel. Mientras tanto, D-16 es torturado por Sentinel al enterarse de que tomó el engranaje de su ídolo, Megatronus Prime, antes de ser marcado con su símbolo. Orion llega al rescate de D-16 y lidera una rebelión con la ayuda de los mineros al contarles sobre la corrupción, lo que los inspira a rebelarse contra Sentinel. Después de una larga batalla y de reunirse con su equipo, Orion decide usar la memoria de uno de los subordinados de Sentinel, Arachnid, para revelar su maldad a todo Iacon. Elita obtiene la memoria después de luchar contra Arachnid, y Orion la usa para finalmente exponer los crímenes de Sentinel, lo que provoca una protesta pública en su contra. D-16, que todavía quiere venganza, intenta asesinar a Sentinel a sangre fría, pero Orion intenta intervenir sólo para ser alcanzado por los cañones de D-16, dejándolo gravemente herido. Al principio, arrepentido, D-16 intenta salvar a Orion de caerse de un edificio, pero su ira se apodera de él, repudia a Orion como amigo y lo deja caer en el núcleo de Cybertron para morir.
Luego, después de que D-16, enfurecido, mate a Sentinel arrancándolo a la mitad, anuncia su nuevo gobierno sobre Cybertron después de tomar el engranaje de Megatronus dentro de Sentinel, rebautizándose como Megatron, antes de empezar a destruir todo lo que Sentinel ha construido y ser enfrentado por Elita y B-127. Sin embargo, Orion termina cayendo en el Corazón de Primus, donde es revivido por los espíritus de los Primes, dándole la Matriz de Liderazgo y convirtiéndolo en Optimus Prime. Optimus regresa a Iacon, donde detiene la destrucción de Megatron e intenta apelarlo a su mejor naturaleza. Megatron no escucha y se produce una pelea entre los antiguos amigos, donde Optimus gana al dañar gravemente a Megatron antes de exiliarlo a él y a la Guardia de Élite de Iacon por sus crímenes de guerra. A regañadientes, Megatron obedece, pero jura vengarse ante Optimus, y él y la Guardia de Élite abandonan Iacon para regresar a su ubicación oculta en el desierto de la superficie. Después de recordar el día en que Orion y D-16 se conocieron, Optimus ahora como el nuevo líder de Cybertron, teniendo la Matriz en sus manos, restaura los engranajes a los mineros y el Energon fluye nuevamente en Cybertron. Optimus bautiza a sus seguidores como los Autobots y envía un mensaje advirtiendo a los Quintessons que se mantengan alejados.
En una escena poscréditos, Megatron ha rebautizado a la Guardia de Élite como los Decepticons, quienes buscan tomar el control de Cybertron y declara la guerra a los Autobots, dando inicio a la Guerra Civil de Cybertron.

## Futuro

### Crossover entreTransformersyG.I. Joe
El 28 de marzo de 2013, durante el estreno de G.I. Joe: Retaliation, el productor Lorenzo di Bonaventura anunció que está abierto a hacer un crossover entre Transformers y G.I. Joe. El 26 de julio de 2014, el director de G.I. Joe: Retaliation Jon M. Chu dijo que también está interesado en dirigir una película crossover. di Bonaventura dijo el 23 de junio de 2014 que seguramente no se realizaría un crossover. Sin embargo, más tarde dijo que un crossover aún era una posibilidad.

### Universo cinematográfico deTransformers
Paramount Pictures le encargó al guionista ganador del Óscar Akiva Goldsman que convierta su franquicia fílmica de Transformers en un universo cinematográfico de Transformers. El estudio busca que Goldsman supervise el desarrollo de una secuela de varias partes, junto con precuelas y spin-offs.
Probablemente, Goldsman mismo no escribirá ninguno de los guiones, sino que obtendrá el talento para hacerlo para el estudio. Él trabajará con el director de la franquicia Michael Bay y los productores Steven Spielberg y Lorenzo di Bonaventura como el cerebro de la franquicia al estilo de una "sala de guionistas".
La franquicia, basada en la línea de juguetes de Hasbro, ha visto una caída en los ingresos de taquilla doméstica, pero ha crecido internacionalmente en cuanto la franquicia se afianzó en China. La franquicia ha hecho miles de millones de dólares para Paramount, y buscan expandirse en un modo que les permite competir con semejantes como Marvel y Star Wars.
Bay ha dirigido las cuatro películas en la franquicia de Transformers hasta la fecha, pero busca tener un papel menos directo en la franquicia, uno que le permita trabajar en otras películas.
El 20 de mayo de 2015, Deadline informó que Robert Kirkman, Zak Penn, Marcum & Matt Holloway y Jeff Pinkner escribirán spin-offs y secuelas para la franquicia.

## Franquicia expandida
Además de las películas, la serie fílmica tiene una serie expandida promocional que se fija tanto antes como después de los eventos de las películas. Esto incluye cómics, videojuegos y novelas, ninguno de los cuales está en la misma continuidad que las películas.

## Desarrollo

### Transformers
Para la primera película, el productor Don Murphy planeaba una adaptación cinematográfica de G.I. Joe, pero cuando Estados Unidos inició la invasión de Irak en marzo de 2003, Hasbro sugirió adaptar la franquicia de Transformers en su lugar. Tom DeSanto se unió a Murphy ya que era un fan de la serie. Ellos se encontraron con el escritor de cómics Simon Furman, y citaron a los dibujos animados y cómics de la Generación 1 como su principal influencia. Hicieron a la Matriz de Creación su recurso argumental, aunque Murphy tuvo que rebautizarla debido a la serie fílmica Matrix. DeSanto eligió escribir el tratamiento desde un punto de vista humano para atraer a la audiencia, mientras Murphy quería que tuviera un tono realista, que recuerde a una película catástrofe. El tratamiento contó con los Autobots Optimus Prime, Ironhide, Jazz, Prowl, Arcee, Ratchet, Wheeljack y Bumblebee, y los Decepticons Megatron, Starscream, Soundwave, Ravage, Laserbeak, Rumble, Skywarp y Shockwave.
Steven Spielberg, un fan de los cómics y juguetes, firmó un contrato como productor ejecutivo en 2004. John Rogers escribió el primer borrador, que enfrentaba a cuatro Autobots contra cuatro Decepticons, y contaba con el Arca. Roberto Orci y Alex Kurtzman, fanes de los dibujos animados, fueron contratados para reescribir el guion en febrero de 2005. Spielberg sugirió que "un muchacho y su auto" sería el centro. Esto atrajo a Orci y Kurtzman, ya que transmitía temas de adultez y responsabilidad, "las cosas que un auto representa en este país [Estados Unidos]". Los personajes de Sam y Mikaela eran el único punto de vista dado en el primer borrador de Orci y Kurtzman. Los Transformers no tenían diálogos, ya que los productores temían que robots parlantes se vean ridículos. Los guionistas sintieron que incluso si se viera tonto, que los robots no hablen traicionaría a los fanes. El primer borrador también tenía una escena de batalla en el Gran Cañón. Spielberg leyó cada borrador de Orci y Kurtzman y les dio notas para mejorías. Los guionistas siguieron involucrados a lo largo de la producción, agregando diálogos adicionales para los robots durante la mezcla de sonido (aunque ninguno de estos se conservó en la película final, que duró quince minutos menos que la edición inicial). The Ultimate Guide de Furman, editada por Dorling Kindersley, permaneció como un recurso para los guionistas a lo largo de la producción. Prime Directive fue usado como un título provisorio falso. Este también fue el nombre del primer cómic de Transformers de Dreamwave Productions.
Spielberg le pidió a Michael Bay que dirija el 30 de julio de 2005, pero rechazó la película como una "estúpida película de juguetes". Sin embargo, él quería trabajar con Spielberg, y obtuvo un nuevo respeto por la mitología luego de visitar Hasbro. Bay consideró al primer borrador "demasiado infantil", así que aumentó el papel de los militares en la historia. Los guionistas buscaron inspiración de G.I. Joe para los personajes soldados, teniendo cuidado de no mezclar las marcas. Ya que a Orci y Kurtzman les preocupaba que la película pudiera sentirse como un comercial de reclutamiento militar, eligieron hacer que los militares crean que las naciones como Irán estaban detrás del ataque Decepticon, así como hacer a los Decepticons principalmente vehículos militares. Bay basó la batalla de Lennox, para llegar a la línea telefónica del Pentágono mientras discutía con un operador inútil, en una historia real que un soldado le contó cuando trabajaba en otra película.
Orci y Kurtzman experimentaron con numerosos robots de la franquicia, eligiendo finalmente a los personajes más populares entre los cineastas para formar el reparto final. Bay admitió que la mayoría de los Decepticons fueron elegidos antes de que sus nombres o papeles se desarrollaran, ya que Hasbro tenía que comenzar a diseñar los juguetes. Algunos de sus nombres fueron cambiados, ya que a Bay le molestó que se habían filtrado. Optimus, Megatron, Bumblebee y Starscream fueron los únicos personajes presentes en cada versión del guion. Arcee fue una Transformer hembra introducida por Orci y Kurtzman, pero fue eliminada porque encontraron difícil explicar el género en robots; además, a Bay no le agradaba su forma de motocicleta, la cual encontraron demasiado pequeña. Una primera idea de que los Decepticons ataquen simultáneamente múltiples lugares alrededor del mundo también fue desechada, siendo usada más tarde en las secuelas de la película.

### La venganza de los caídos
Para la segunda película, la venganza de los caídos, Paramount anunció una fecha de estreno a fines de junio de 2009 en septiembre de 2007. El principal obstáculo que fue superado durante la producción de la película fue la huelga de guionistas en Hollywood de 2007-2008, así como posibles huelgas del Sindicato de Directores de Estados Unidos y el Sindicato de Actores de Cine. Bay comenzó a crear animatics de secuencias de acción con los personajes rechazados para la película de 2007. Esto permitiría que los animadores completen las secuencias si el Sindicato de Directores de Estados Unidos hacía huelga en julio de 2008, lo que finalmente no pasó. El director consideró hacer un pequeño proyecto entre Transformers y su secuela, pero sabía que "tienes a tu bebé y no quieres que nadie más lo tenga." La película tuvo un presupuesto de US$200 millones, US$50 millones más que el de la película de 2007, y algunas de las escenas de acción desechadas en la original fueron incluidas en la secuela, como el modo en que Optimus es reintroducido en la película. Lorenzo di Bonaventura dijo que el estudio propuso filmar dos secuelas simultáneamente, pero él y Barry coincidieron que no era la decisión correcta para la serie.
Los guionistas Roberto Orci y Alex Kurtzman originalmente rechazaron la secuela debido a una agenda ocupada. El estudio comenzó a reunir otros guionistas en mayo de 2007, pero como no estaban impresionados con sus pitches, convencieron a Orci y Kurtzman de regresar. El estudio también contrató a Ehren Kruger, ya que impresionó a Bay y al presidente de Hasbro Brian Goldner con su conocimiento de la mitología de los Transformers, y porque era amigo de Orci y Kurtzman. Al trío guionista se le pagaron US$8 millones. La escritura del guion fue interrumpida por la huelga de guionistas en Hollywood de 2007-2008, pero, para evitar el retraso de la producción, los guionistas pasaron dos semanas escribiendo un tratamiento, el cual entregaron la noche anterior al comienzo de la huelga y Bay expandió la idea principal a una mezcla entre guion y tratamiento, profundizando en la acción, agregando más chistes, así como eligiendo a la mayoría de los nuevos personajes. Los tres guionistas pasaron cuatro meses terminando el guion luego de que Bay los "encerró" en dos habitaciones de hotel: Kruger escribía en su propia habitación y el trío chequearía el trabajo del otro dos veces al día.
Orci describió el tema de la película como "estar lejos de casa", con los Autobots contemplando la vida en la Tierra, ya que no pueden restaurar Cybertron, mientras Sam va a la universidad. Él quería al foco entre los robots y los humanos "mucho más equitativamente equilibrado", con "límites más altos", y más centrado en los elementos de ciencia ficción. Lorenzo di Bonaventura dijo que, en total, hay alrededor de cuarenta robots en la película, mientras Scott Farrar ILM ha dicho que en realidad hay sesenta. Orci agregó que quería "modular" más el humor, y sintió que logró los chistes más "escandaloso[s]" balanceándolo con un enfoque más serio de la trama en la mitología de Transformers. Bay coincidió que quería complacer a los fanes haciendo el tono más oscuro, y que "las madres pensarán que es lo suficientemente segura para llevar a los niños al cine de vuelta" a pesar de su característico sentido del humor
Antes del estreno de Transformers, el productor Tom DeSanto tuvo "una idea muy buena" de introducir a los Dinobots, mientras Bay estaba interesado en un portaviones, que había sido desechado de la película de 2007. Orci declaró que ellos no incorporaron a estos personajes en la venganza de los caídos porque no podían pensar en un modo de justificar la elección de la forma de los Dinobots, y no podían caber en un portaviones. Además, Orci admitió que también descartó a los Dinobots porque no le gustan los dinosaurios. "Reconozco que soy raro en esa rama", dijo, pero se encariñó con ellos durante el rodaje debido a su popularidad con los fanes. Él agregó, "No podía entender por qué un Transformer sentiría la necesidad de disfrazarse en frente de un montón de lagartos. Como cinéfilo, quiero decir. Una vez que la audiencia general esté totalmente a bordo con todo el asunto, puede haber Dinobots en el futuro." Sin embargo, luego de que le pregunten sobre el asunto, Michael Bay dijo que odiaba a los Dinobots y nunca habían estado en consideración para aparecer en las películas.

### El lado oscuro de la luna
Como una medida preventiva antes del estreno de Transformers: la venganza de los caídos, Michael Lucchi y Paramount Pictures anunció el 16 de marzo de 2009, que se estrenaría una tercera película en IMAX 3D el 1 de julio de 2011, que obtuvo una respuesta sorprendida del director:

Yo dije que me iba a tomar un año de Transformers. Paramount cometió un error al ponerle fecha a Transformers 3 —me preguntaron por teléfono— Yo dije sí al 1 de julio —pero para 2012— ¡ups! ¡¡No 2011!! Eso significaría que yo debería comenzar la pre-producción en septiembre. De ninguna manera. Mi cerebro necesita un descanso de robots luchando.
—Michael Bay

Los guionistas Roberto Orci y Alex Kurtzman, que habían trabajado en las dos películas de Transformers anteriores, rechazaron regresar para la tercera película, con Kurtzman declarando que "la franquicia es tan maravillosa que merece ser fresca, todo el tiempo. Sólo sentimos que le habíamos dado mucho y no tuvimos una percepción de a dónde ir con la próxima". el coguionista de la venganza de los caídos Ehren Kruger se convirtió en el único guionista para el lado oscuro de la luna. Kruger tuvo reuniones frecuentes con los productores de efectos visuales de Industrial Light & Magic, que sugerían puntos de la trama como las escenas en Chernóbil.
El 1 de octubre de 2009, Bay reveló que Transformers: el lado oscuro de la luna ya había entrado en preproducción, y su estreno planeado regresaba a su fecha original del 1 de julio de 2011, en vez de 2012. Debido al revivido interés en la tecnología 3D traída por el éxito de Avatar, las conversaciones entre Paramount, ILM y Bay habían considerado la posibilidad de que la próxima película Transformers sea filmada en 3D, y la prueba se realizó para incorporar la tecnología a la obra de Bay. Bay originalmente no estaba muy interesado en el formato, ya que sintió que no encajaba con su "estilo agresivo" de dirección, pero fue convencido después de conversar con el director de Avatar James Cameron, quien incluso ofreció el equipo técnico de esa película. Según informes, Cameron le dijo a Bay sobre el 3D, "Tienes que verlo como un juguete, es otra herramienta divertida para ayudar a obtener emoción y carácter y crear una experiencia." Bay estaba reacio a filmar con cámaras 3D, ya que en la práctica las encontró muy incómodas para su estilo de rodaje, pero tampoco quería implementar la tecnología en posproducción, ya que no estaba complacido con los resultados. Además de usar la equipos de cámaras 3D Fusion desarrollados por el equipo de Cameron, Bay y el equipo pasó nueve meses desarrollando una cámara 3D más portátil que pueda ser llevada a la localización.
En un extra escondido para la versión Blu-ray de la venganza de los caídos, Bay expresó su intención de hacer Transformers 3 no necesariamente más larga que la venganza de los caídos, sino más profunda dentro de la mitología, para darle más desarrollo de personajes, y para hacerla más oscura y emocional. Unicron es brevemente mostrado en un avance de Transformers 3 entre las características especiales del Blu-ray de la venganza de los caídos. Finalmente, los productores decidieron desechar la idea de una trama involucrando al Transformer devorador de planetas, y nunca hubo más comentarios del tema. Habiéndose llamado Transformers 3 hasta ese punto, el título final de la película se reveló como el lado oscuro de la luna en octubre de 2010. Después de que la venganza de los caídos fue criticada casi universalmente por los críticos, Bay reconoció las fallas generales del guion, habiendo culpado a la huelga de guionistas en Hollywood de 2007-2008 antes de la película por varios problemas. Bay prometió no tener la "comedia tonta" de la última película. El 19 de marzo de 2010, se dijo que el guion estaba terminado.

### La era de la extinción
Para la cuarta película, el productor Lorenzo di Bonaventura dijo que estaba en proceso, apuntando a un estreno en 2014 con Michael Bay dirigiendo y produciendo la película. El mismo día, Paramount Pictures y Michael Bay anunciaron la fecha de estreno de la cuarta película para el 27 de junio de 2014. Ehren Kruger escribió el guion y Steve Jablonsky la banda sonora, como cada uno hizo en películas anteriores. La película transcurre cuatro años después de los eventos de Transformers: el lado oscuro de la luna. Shia LaBeouf no regresó para esta cuarta película y no regresará en ninguna entrega futura. Mark Wahlberg ha sido elegido en su lugar como protagonista. En noviembre de 2012, comenzó el casting para buscar a dos protagonistas más. Isabelle Cornish, Nicola Peltz, Gabriella Wilde y Margaret Qualley y fueron consideradas para interpretar a la hija de Mark Wahlberg, mientras Luke Grimes, Landon Liboiron, Brenton Thwaites, Jack Reynor y Hunter Parrish fueron considerados para interpretar al novio conductor de autos de carreras. También se informó que los tres protagonistas fueron contratados para tres películas. Bay anunció en su sitio web que Reynor sería el novio conductor de autos de carreras y que la cuarta película iniciaría una nueva trilogía en la serie. La película sería una secuela más oscura de el lado oscuro de la luna y que tendría una sensación diferente. Peter Cullen, que puso la voz a Optimus Prime en las películas, repitió su papel. Glenn Morshower dijo que había sido contratado para dos películas y repetiría su papel, pero luego se confirmó que Morshower no regresaría. Bay anunció que el rodaje había comenzado el 28 de mayo de 2013, junto con el anuncio de que habían empezado a rodar en el Valle de los Monumentos, Utah. Detroit, Míchigan, fue usada como suplente de Hong Kong mientras McCormick Place en Chicago, Illinois, fue revestida para retratar una ciudad en China.
El 8 de enero de 2013, fue anunciado que Reynor se uniría a Wahlberg a la cabeza. El 26 de marzo de 2013, Nicola Peltz fue elegida como la protagonista femenina. En abril de 2013, Bay reveló que el actor Stanley Tucci se había unido al reparto, y que la película sería el primer largometraje en ser filmado usando cámaras IMAX 3D digitales más pequeñas. El 1 de mayo de 2013, el actor Kelsey Grammer fue elegido como el villano humano principal, llamado Harold Attinger. El 6 de mayo de 2013, la actriz Sophia Myles fue elegida para un papel secundario importante. Ese mismo mes, la actriz china Li Bingbing se unió al reparto, y el comediante T. J. Miller se unieron al reparto, este último interpretando al mejor amigo del personaje de Mark Wahlberg, un mecánico.
Se reveló que dos Autobots tendrían los siguientes modos alternativos: un Bugatti Veyron Grand Sport Vitesse negro y azul de 2013 llamado Drift, y un C7 Corvette Stingray Concept verde de 2014 llamado Crosshairs. También se reveló que el nuevo modo alternativo de Optimus Prime para la nueva película sería un camión de Western Star Trucks. Se reveló que el nuevo modo alternativo de Bumblebee fue cambiado a un Chevrolet Camaro clásico de 1967 modificado, que más tarde se convierte en un Chevrolet Camaro Concept de 2014. También se revelaron un vehículo militar verde —más tarde confirmado como Hound— y una ambulancia blanca.

## Recepción
La primera película, Transformers, recibió reseñas de mixtas a positivas. El sitio web de reseñas Rotten Tomatoes informó que el 58% de las críticas hacia la película fueron positivas, basándose en 219 reseñas. En el sitio web Metacritic, la película recibió una puntuación promedio de 61, basado en 35 reseñas. Todd Gilchrist, de IGN, la llamó "la mejor película de Bay hasta la fecha", además de "uno de los pocos ejemplos donde esta bien disfrutar algo por ser inteligente y tonto al mismo tiempo, en su mayoría porque sin duda también tiene un montón de diversión." Lisa Kennedy, de The Denver Post, elogió la representación de los robots, diciendo que tiene "una escala intimidad dadas de manera creíble", y a Margaret Pomeranz, la presentadora de la ABC, le sorprendió "que un complete novato en el fenómeno de los Transformers como yo se haya involucrado en el destino de estas mega-máquinas." Roger Ebert le dio una reseña positiva a la película, dándole tres estrellas de cuatro. A pesar de los elogios por los efectos visuales, hubo división sobre las historias humanas. A Kirk Honeycutt, de The Hollywood Reporter, le gustó "como una línea argumental adolescente queda asociada al fin del mundo", mientras Ian Nathan, de Empire, elogió a Shia LaBeouf, según él: "Un comediante inteligente y natural, nivela la rudeza de esta historia de juguetes con estruendo irónico." Kenneth Turan, de Los Angeles Times, encontró a los humanos "extrañamente sin vida, haciendo poco además de marcar el paso hasta que esos grandes juguetes llenen la pantalla", Tom Charity, de CNN, cuestionó la idea de una película basada en un juguete, y sintió que "llamar[ía] su demografía juvenil [...] pero dejar[ía] al resto de nosotros preguntándonos si posiblemente Hollywood podría apuntar más bajo."
La segunda película, La venganza de los caídos, recibió reseñas en su mayoría negativas. Basado en 240 reseñas recolectadas por Rotten Tomatoes, la película recibió una calificación promedio de 20%. El consenso crítico del sitio es que la película es "un espectáculo ruidoso, con poca trama y efectos especiales demasiado grandes que carece de un toque humano." Metacritic le dio una puntuación promedio de 35 de 100 de las 32 reseñas que recolectó. En las encuestas de CinemaScore, sin embargo, los usuarios le dieron a la película una "B+", comparado con la "A" que había recibido la película original. Michael Bay admitió su decepción con la película y se ha disculpado, diciendo que la película fue una "porquería" y culpando a la huelga de guionistas de 2007-2008, diciendo, "Fue muy difícil organizar (la secuela) tan rápido después de la huelga de guionistas (de 2007-08)." De acuerdo con The Washington Post, Transformers: la venganza de los caídos es la película peor reseñada de Bay, incluso mucho peor que Pearl Harbor. Betsy Sharkey, de Los Angeles Times, describió a la película como "se estampa en tu cara y te parte los oídos de forma inexorable. Es fácil que salgas pensando que has pasado 2 horas y media abrazando a un loco y salvaje carburador de un coche: es estimulante o insoportable, depende de tu punto de vista.". Roger Ebert, que le había dado tres estrellas a la película de 2007, le dio solo una a la secuela, llamándola "una experiencia horrible de duración insoportable", una frase que más tarde se convirtió en el título de esta tercera colección de malas reseñas de películas. Más tarde en su reseña, Ebert disuadió a los cinéfilos de ver la película diciendo, "Si quieres ahorrarte el precio de la entrada, ve a la cocina, acércate a un coro masculino cantando la música del infierno, y haz que un niño comience a golpear cacerolas y sartenes. Luego cierra los ojos y usa tu imaginación." Más tarde, él escribió en su blog sobre la película, "Llegará el día en que “Transformers: la venganza de los caídos” será estudiada en clases de cine y mostrada en festivales de cine de culto. Será vista, en retrospectiva, como la marca del fin de una era. Claro que habrá muchas más epopeyas de acción basadas en CGI, pero nunca más una así de inflada, excesiva, incomprensible, larga (149 minutos) o costosa (más de US$200 millones)." El crítico de Rolling Stone Peter Travers no le dio ninguna estrella a la película, considerando que "Transformers 2 tiene una oportunidad en el título Peor Película de la Década." Más tarde, él la nombró la peor película de la década. Entre las reseñas positivas, Robbie Collin, de News of the World, remarcó, "Es más grande [en inglés: bigger]. Más mala [en inglés: badder]. Con más pechos [en inglés: boobier] Y muchas otras cosas que comienzan con B, incluyendo estúpidamente brillante [en inglés: boneheadedly brilliant]", Amy Biancolli, de Houston Chronicle, la llamó "un vehículo de acción veraniega bien aceitado y acelerando ruidosamente que hace todo lo que se requiere, y algo más", Jordan Mintzer de Variety dijo que "lleva a la franquicia a un nivel de inteligencia artificial vastamente superior", y Owen Gleiberman de Entertainment Weekly escribió que la película "puede ser una sobredosis masiva de palomitas untadas con aceite de motor. Pero sabe cómo alimentar apetito interno por destrucción de niño de 10 años."
La tercera película, El lado oscuro de la luna, recibió reseñas de mixtas a negativas. Mientras varios críticos elogiaron los efectos especiales y las secuencias de acción en 3D de la película, las críticas se dirigieron hacia la duración, la acción y el guion de la película. Varios críticos también sintieron que El lado oscuro de la luna no logró estar a la altura de la primera película de Transformers. El sitio de reseñas Rotten Tomatoes le dio a Transformers: el lado oscuro de la luna una puntuación de 36% basado en 244 reseñas y una calificación promedio de 4.9/10, diciendo, "Sus efectos especiales y tomas en 3D son sin duda impresionantes, pero no son suficiente para compensar su ruidosa e inflada duración, o enmascarar su delgado e indiferente guion." Metacritic, otro sitio de reseñas, le dio a la película una puntuación de 42/100, indicando "reseñas mixtas" de 37 críticos. Roger Ebert le dio a la película una estrella de cuatro, criticando sus efectos visuales, trama, personajes y diálogo. Richard Roeper igualmente criticó a la película, dándole una D y diciendo que "rara vez una película ha tenido menos alma y personajes menos interesantes." A.O. Scott en The New York Times escribió: "No puedo decidir si esta película es tan espectacular e increíblemente tonta como para inducir estupidez en cualquiera que la mire, o tan brutalmente brillante que desarma toda razón. ¿Cuál es la diferencia?" Varios críticos sintieron que las actuaciones de Shia LaBeouf y Rosie Huntington-Whiteley no fueron efectivas. Peter Travers de Rolling Stone le dio a la película cero estrellas, la misma calificación que le había dado a La venganza de los caídos, y dijo que la pareja de actores "no podría ser más aburrida". Tirdad Derakhshani de The Philadelphia Inquirer dijo que LaBeouf "interpreta a Witwicky como si tuviera un feroz caso de trastorno de déficit de atención. Después de dos películas, su inquietud ya no es linda." James Berardinelli de ReelViews escribió que LaBeouf "se ha hundido a mayores niveles de incompetencia aquí. Es difícil llamar a sus posturas y gritos “actuación”." Jason Solomons de The Observer escribió que "nos presentan a Rosie [Huntington-Whiteley] por primera vez a través de un primer plano de su trasero, pasando directo de la secuencia de apertura de la película y los títulos a las animadas nalgas y ropa interior de nuestra heroína", y que su elegante acento inglés "la vuelve prácticamente ininteligible al estar rodeada de acentos estadounidenses y masonería cayendo." La mayoría de las críticas hacia Rosie Huntington-Whiteley la comparó en una luz desfavorable con Megan Fox. Lou Lumenick de New York Post dijo que su "‘actuación’ hace que su despedida predecesora Megan Fox se vea como Meryl Streep en comparación." Baz Bamigboye de Daily Mail tituló a su reseña de la película ‘Regresa Megan Fox, todo está perdonado...’. Huntington-Whiteley fue luego nominada al Golden Raspberry a la peor actriz de reparto por su actuación, pero perdió ante David Spade por Jack and Jill. En una reseña más positiva, Steve Prokopy de Ain't It Cool News encontró a la película mejor que las otras dos. Jim Vejvoda de IGN le dio a la película una puntuación de siete de diez, también diciendo que era la mejor de la franquicia. E! Online calificó a la película con una B+, notando que "So este es en verdad el fin de una trilogía, sus principales antagonistas deberían haber tenido un papel mayor." El sitio web Dainik Bhaskar también elogió a la película, dándole tres estrellas y media de cinco, citándola como una mejora desde la anterior película, y escribiendo que "les da a sus fans algo de lo que alegrarse." Las encuestas de CinemaScore informaron que el grado promedio que los cinéfilos le dieron a la película fue una A en una escala de la F a la A+.
En Rotten Tomatoes, la cuarta película recibió una clasificación de 18%, basado en 180 reseñas, con una puntuación promedio de 3.9/10. El consenso crítico del sitio dice, "Con la cuarta entrega en la exitosa franquicia Transformers de Michael Bay, nada está oculto: Los fans de la acción fuerte llena de efectos encontrará satisfacción, y todos los demás no tienen que aplicar." En Metacritic, la película tiene una puntuación de 32 de 100, basada en 37 críticas, indicando "reseñas generalmente desfavorables". En las encuestas de CinemaScore, los usuarios le dieron a la película una "A-" en una escala de la A+ a la F, comparada con la "B+" que había obtenido la segunda película y la "A" de tanto la original como la tercera. Richard Roeper le dio a la película una D, diciendo que: "cuanto más sigue la película, menos interesante se hace; simplemente te agota. Cuando finalmente nos acercamos a la marca de 165 minutos, todo ese ruido y furia era tan emocionante como los efectos especiales en una película de Ed Wood." Peter Travers de Rolling Stone le dio a la película cero estrellas de cuatro, llamándola "la película de Transformers más mala y que menos vale la pena hasta ahora." Kyle Smith del New York Post le dio a la película una estrella y media de cuatro, comentando que "La serie nunca fue buena, pero una vez fue divertida, o al menos llamativa. Ahora que sus engranajes se han oxidado, es hora de un replanteamiento al estilo “Alien vs. Predator”." A. O. Scott de The New York Times dijo en su reseña que: "La historia se sostiene por la acción, y como toda otra estructura en pie, está destrozada en una atronadora lluvia de metal, vidrio, fábricas y tierra." Clarence Tsui de The Hollywood Reporter comentó en su reseña que "apenas bordea la idea de que la humanidad y el planeta Tierra están por ser totalmente aniquilados. Lo que está extinto es la consciencia de la audiencia luego de ser bombardeada por casi tres hora con emociones exaltadas (“¡Dentro de la casa, hay un misil!” grita Tessa; dos veces), chistes malos y batallas que rara vez superan lo banal. Un trío de editores convierten las escenas de lucha en una maravilla técnica, pero hacen poco para unir los múltiples hilos en algo coherente." Roth Comet de IGN le dio a la película una puntuación de 6.3 de 10, elogiando el tono ligeramente más oscuro y sorprendente y Lockdown y su nave y criticando los problemas de lógica y guion y la larga duración. Joe Neumaier del New York Daily News le dio a la película una estrella de cinco, comentando que, "Si las “escenas humanas” con olor a diálogo adolescente y sarcasmo tonto disfrazado como desarrollo de personajes, es un sorteo si es mejor o peor que ver estruendosas colecciones de basura caliginosa."

### Premios Óscar
| Premio            | Película            | Película                                       | Película                                       | Película                                    | Película                                 | Película         |
| Premio            | Transformers (2007) | Transformers: la venganza de los caídos (2009) | Transformers: el lado oscuro de la luna (2011) | Transformers: la era de la extinción (2014) | Transformers: El último caballero (2017) | Bumblebee (2018) |
| ----------------- | ------------------- | ---------------------------------------------- | ---------------------------------------------- | ------------------------------------------- | ---------------------------------------- | ---------------- |
| Edición de sonido | Nominada            |                                                | Nominada                                       |                                             |                                          |                  |
| Sonido            | Nominada            | Nominada                                       | Nominada                                       |                                             |                                          |                  |
| Efectos visuales  | Nominada            |                                                | Nominada                                       |                                             |                                          |                  |

### Taquilla
| Película | Estreno                  | Recaudación      | Recaudación       | Recaudación       | Ranking                        | Ranking                   | Presupuesto       | Referencia |
| Película | Estreno                  | Norteamérica     | Otros territorios | Mundial           | Todos los tiempos Norteamérica | Todos los tiempos mundial | Presupuesto       | Referencia |
| --- | ------------------------ | ---------------- | ----------------- | ----------------- | ------------------------------ | ------------------------- | ----------------- | ---------- |
| Transformers | 3 de julio de 2007       | US$319,246,193   | US$390,463,587    | US$709,709,780    | #54 #122(A)                    | #93                       | US$150 millones   | [ 165 ]    |
| Transformers: la venganza de los caídos                                                                                                   | 24 de junio de 2009      | US$402,111,870   | US$434,191,823    | US$836,303,693    | #25 #87(A)                     | #57                       | US$200 millones   | [ 166 ]    |
| Transformers: El lado oscuro de la luna                                                                                                   | 29 de junio de 2011      | US$352,390,543   | US$771,403,536    | US $1,123,794,079 | #41 #137(A)                    | #15                       | US$195 millones   | [ 167 ]    |
| Transformers: La era de la extinción | 27 de junio de 2014      | US$245,439,076   | US$858,614,996    | US $1,104,054,072 | #114                           | #18                       | US$210 millones   | [ 168 ]    |
| Transformers: El último caballero | 21 de junio de 2017      | US$130,168,683   | US$475,256,474    | US$605,425,157    | #460                           | #146                      | US$217 millones   | [ 169 ]    |
| Bumblebee | 21 de diciembre de 2018  | US$$127,195,589  | US$340,794,056    | $467,989,645      | #483                           | #229                      | US$135 millones   | [ 170 ]    |
| Transformers: el despertar de las bestias                                                                                                 | 12 de junio de 2023      | US$157,066,392   | US$281,900,000    | US$438,966,392    | #88                            | #98                       | US$200 millones   |            |
| Transformers One | 20 de septiembre de 2024 | US$560,000,000   | US$708,000,000    | US$148,346,398    |                                |                           | US$700            | [ 171 ]    |
| Total | Total                    | US$2,732,401,601 | US$4,565,724,481  | US$6,129,243,000  | #11                            | #11                       | US$2,641 millones | [ 172 ]    |
| Indicador(es) de lista - (A) indica los totales ajustados basado en los precios actuales de las entradas (calculado por Box Office Mojo). |                          |                  |                   |                   |                                |                           |                   |            |

### Crítica
| Película                                  | Rotten Tomatoes   | Rotten Tomatoes      | Rotten Tomatoes       | Metacritic      | Metacritic          | CinemaScore | IMDb                | FilmAffinity       |
| Película                                  | Crítica           | Críticos importantes | Audiencia             | Crítica         | Audiencia           | CinemaScore | IMDb                | FilmAffinity       |
| ----------------------------------------- | ----------------- | -------------------- | --------------------- | --------------- | ------------------- | ----------- | ------------------- | ------------------ |
| Transformers                              | 57% (228 reseñas) | 65% (57 reseñas)     | 85% (2 384 940 votos) | 61 (35 reseñas) | 6.9 (1 501 reseñas) | A           | 7.0 (658 000 votos) | 5.7 (54 589 votos) |
| Transformers: la venganza de los caídos   | 20% (250 reseñas) | 16% (70 reseñas)     | 57% (4 081 464 votos) | 35 (32 reseñas) | 5.4 (1 717 reseñas) | A-          | 5.9 (418 000 votos) | 5.3 (35 545 votos) |
| Transformers: El lado oscuro de la luna   | 35% (266 reseñas) | 27% (75 reseñas)     | 55% (257 267 votos)   | 42 (37 reseñas) | 5.8 (1 224 reseñas) | A+          | 6.2 (422 000 votos) | 5.3 (28 189 votos) |
| Transformers: La era de la extinción      | 18% (217 reseñas) | 11% (65 reseñas)     | 50% (223 729 votos)   | 32 (38 reseñas) | 5.5 (1 158 reseñas) | A+          | 5.6 (324 000 votos) | 4.5 (13 511 votos) |
| Transformers: El último caballero         | 16% (258 reseñas) | 12% (57 reseñas)     | 43% (39 361 votos)    | 27 (47 reseñas) | 4.1 (614 reseñas)   | A           | 5.2 (161 000 votos) | 4.3 (6 323 votos)  |
| Bumblebee                                 | 91% (253 reseñas) | 83% (54 reseñas)     | 74% (10 000 votos)    | 66 (39 reseñas) | 6.9 (597 reseñas)   | A           | 6.7 (179 000 votos) | 5.8 (7 827 votos)  |
| Transformers: el despertar de las bestias | 53% (214 reseñas  | 30% (47 reseñas)     | 86% (10 000 votos)    | 42 (51 reseñas) | 5.4 (182 votos)     | A-          | 6.2 (48 000)        | 5.6 (1 075 votos)  |
| Promedio                                  | 41%               | 35%                  | 64%                   | 44              | 5.7                 | A           | 6.1                 | 5.2                |

## Personal
| Año  | Película                                  | Director        | Productor(es)                                                          | Productor(es) ejecutivo(s)                                | Guionista(s)                            | Compositor                        | Editor(es)                                                                        | Fotógrafo         |  |
| ---- | ----------------------------------------- | --------------- | ---------------------------------------------------------------------- | --------------------------------------------------------- | --------------------------------------- | --------------------------------- | --------------------------------------------------------------------------------- | ----------------- |  |
| 2007 | Transformers                              | Michael Bay     | Lorenzo di Bonaventura Don Murphy Tom DeSanto Ian Bryce Akiva Goldsman | Steven Spielberg Michael Bay Brian Goldner Mark Vahradian | Roberto Orci Alex Kurtzman John Rogers  | Steve Jablonsky                   | Tom Muldoon Paul Rubell Glen Scantlebury                                          | Mitchell Amundsen |  |
| 2009 | Transformers: la venganza de los caídos   | Michael Bay     | Lorenzo di Bonaventura Don Murphy Tom DeSanto Ian Bryce Akiva Goldsman | Steven Spielberg Michael Bay Brian Goldner Mark Vahradian | Ehren Kruger Roberto Orci Alex Kurtzman | Steve Jablonsky (con Linkin Park) | Roger Barton Tom Muldoon Paul Rubell Joel Negron                                  | Ben Seresin       |  |
| 2011 | Transformers: El lado oscuro de la luna   | Michael Bay     | Lorenzo di Bonaventura Don Murphy Tom DeSanto Ian Bryce Akiva Goldsman | Steven Spielberg Michael Bay Brian Goldner Mark Vahradian | Ehren Kruger                            | Steve Jablonsky                   | Roger Barton William Goldenberg Joel Negron                                       | Amir Mokri        |  |
| 2014 | Transformers: La era de la extinción      | Michael Bay     | Lorenzo di Bonaventura Don Murphy Tom DeSanto Ian Bryce Akiva Goldsman | Steven Spielberg Michael Bay Brian Goldner Mark Vahradian | Ehren Kruger                            | Steve Jablonsky                   | Roger Barton William Goldenberg Paul Rubell                                       | Amir Mokri        |  |
| 2017 | Transformers: El último caballero         | Michael Bay     | Lorenzo di Bonaventura Don Murphy Tom DeSanto Ian Bryce Akiva Goldsman | Steven Spielberg Michael Bay Brian Goldner Mark Vahradian | Art Marcum Matt Holloway Ken Nolan      | Steve Jablonsky                   | Mark Sanger John Refoua Adam Gerstel Debra Neil-Fisher Roger Barton Calvin Wimmer | Jonathan Sela     |  |
| 2023 | Transformers: El despertar de las Bestias | Steven Caple Jr | Lorenzo di Bonaventura Tom DeSanto                                     | Steven Spielberg Michael Bay                              | Hoby Harlon Darnell Metayer Jhos peters |                                   |                                                                                   |                   |  |
| 2024 | Transformers One                          | Steven Caple Jr | Lorenzo di Bonaventura Tom DeSanto                                     | Steven Spielberg Michael Bay                              | Hoby Harlon Darnell Metayer Jhos peters | Josh coloney                      |                                                                                   |                   |  |